# Ніколас Ардіто Барлетта
Ніколас Ардіто Барлетта Вальяріно (ісп. Nicolás Ardito Barletta Vallarino) — політичний діяч держави Панама.

## Життєпис
Народився 21 серпня 1938 року. За освітою — економіст, навчався у Панамі та США . В 1970—1973 роках — директор відділу з економічних питань ОАД, в 1975—1978 — міністр планування і економічної політики Панами. В 1978—1984 — віце-президент МБРР з проблем Латинської Америки і Карибського басейну. Переміг на виборах президента Панами в травні 1984 року від блоку Демократичний національний союз, в який увійшло 6 партій, в тому числі Ліберальна, Лейбористська, Революційно-демократична і інші. Був президентом Панами з 11 жовтня 1984 по 27 серпня 1985. Подав у відставку через тиск на нього фактичного керівника країни — М. Нор'єги.